# Gianluca Vivan
Gianluca Vivan (sinh ngày 27 tháng 12 năm 1983) là một cầu thủ bóng đá người Ý. Anh chơi ở vị trí thủ môn. Anh thi đấu cho đội bóng San Marino.